# Majakowskaja (Metro Sankt Petersburg)

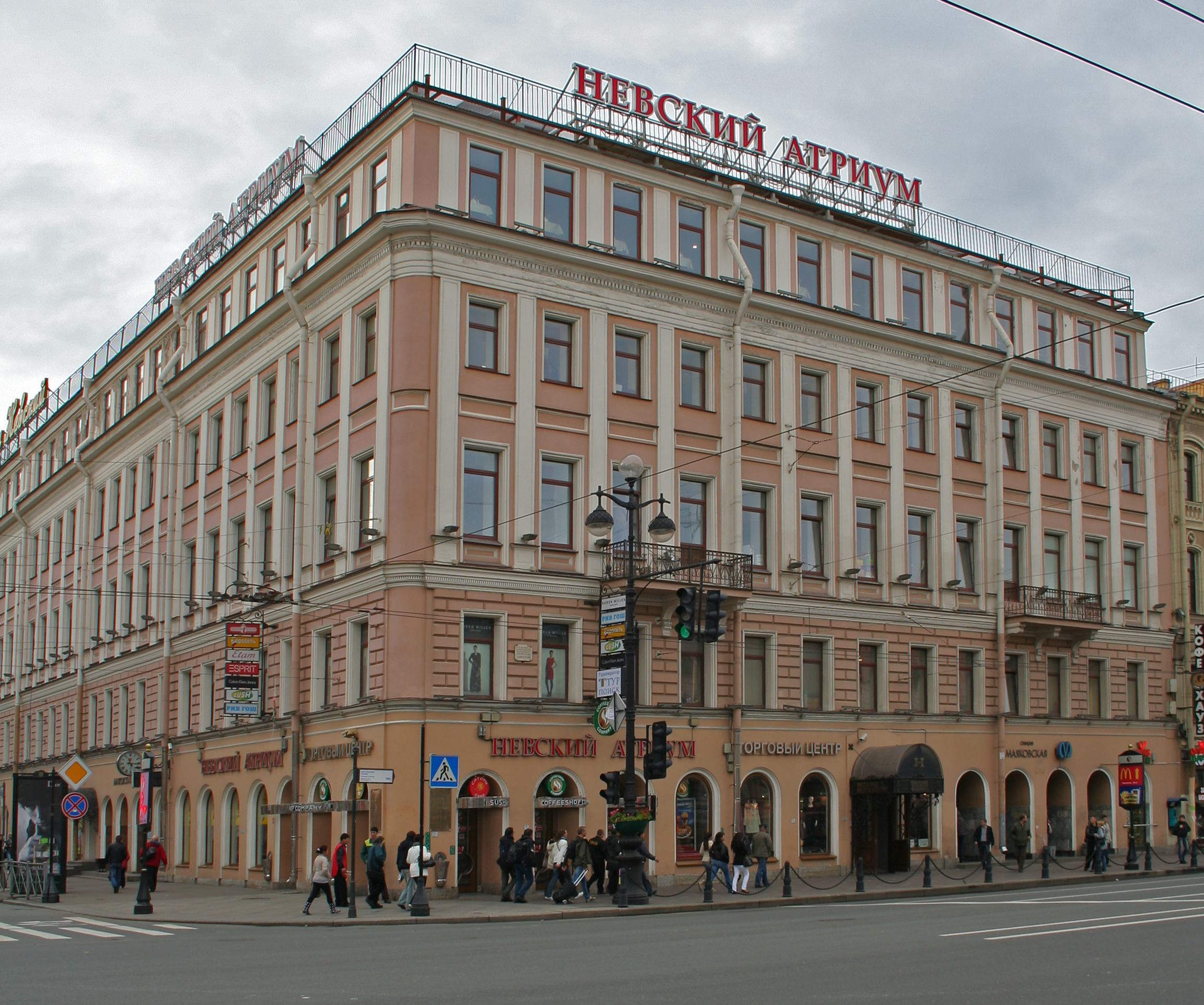
Haus 71 am Newski-Prospekt mit dem Eingang zur Majakowskaja (detailliertes Bild des Eingangs)

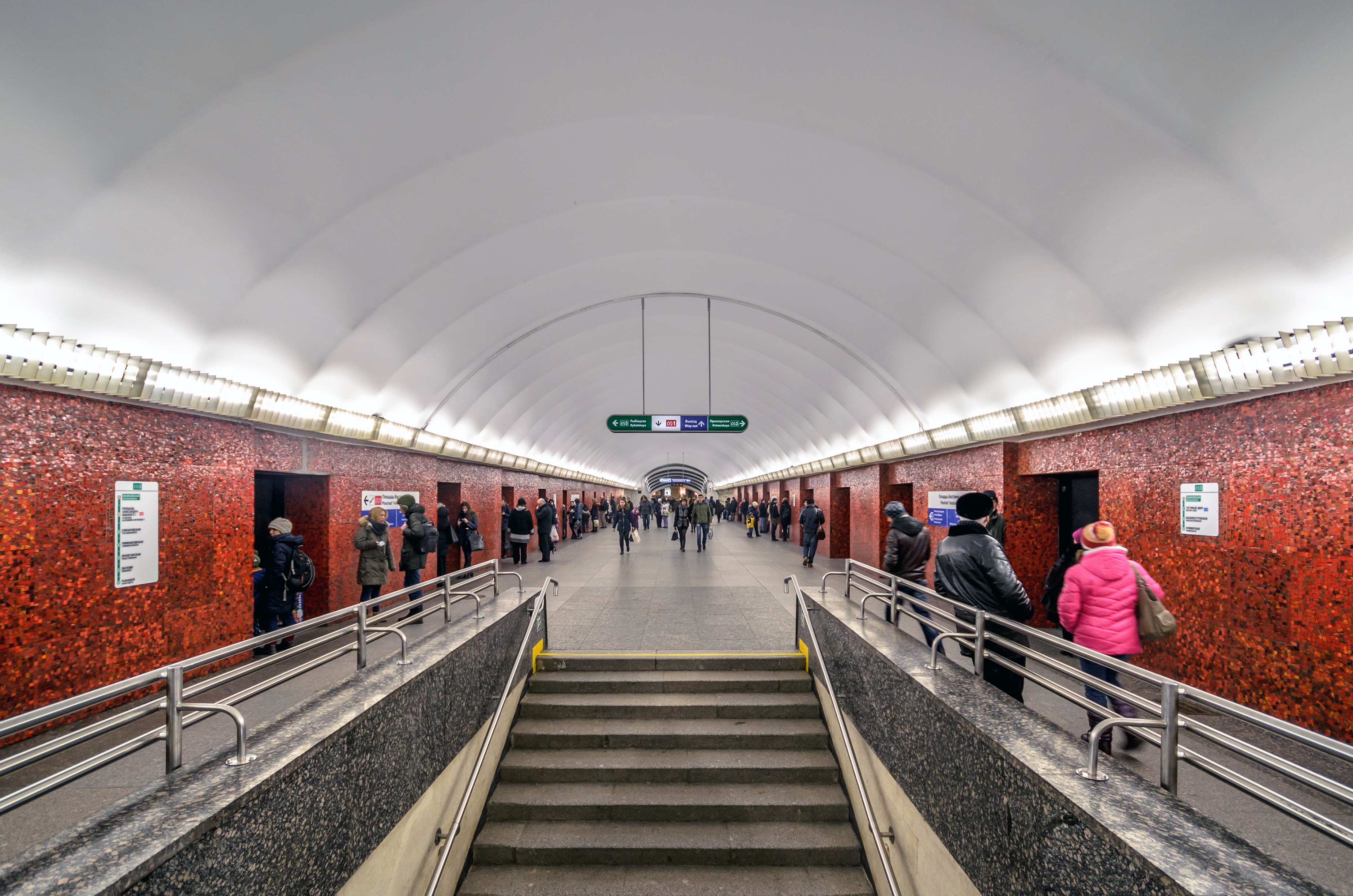
Bahnsteig der Majakowskaja

Majakowskaja (russisch Маяковская) ist ein U-Bahnhof der Metro Sankt Petersburg an der Linie 3 und zugleich eine Umsteigestation zum U-Bahnhof Ploschtschad Wosstanija an der Linie 1. Der U-Bahnhof wurde im Rahmen des ersten Bauabschnittes der Linie am 3. November 1967 in Betrieb genommen.
Majakowskaja ist, wie für U-Bahnhöfe Sankt Petersburgs üblich, tief unterirdisch angelegt, der Bahnsteig befindet sich in 51 Metern Tiefe unter der Prachtstraße Newski-Prospekt unmittelbar westlich des Platzes des Aufstandes und des verkehrstechnisch wichtigen Moskauer Bahnhofs. Mit dem letzteren ist die U-Bahn-Station Majakowskaja durch einen direkten Zugang verbunden, und zwar durch das östliche Eingangsvestibül, das gleichzeitig als Ein- bzw. Ausgang des U-Bahnhofs Ploschtschad Wosstanija dient. Darüber hinaus existiert ein separater Zugang in westliche Richtung. Vom Bahnsteig der Majakowskaja kommend gelangt man zu diesem Ausgang über eine durchgehende Fahrtreppe vom Bahnsteig zur ebenerdigen Schalterhalle, die wiederum bei der Errichtung des U-Bahnhofs in ein bestehendes Gebäude an der Südseite des Newski-Prospektes eingebaut wurde. Bei dem Gebäude handelt es sich um ein fünfstöckiges Haus aus dem Jahre 1848, das seit 2006 auch das vornehme Einkaufszentrum Newski-Atrium beherbergt.
Der Name des U-Bahnhofs ist primär der Majakowski-Straße (russ. Улица Маяковского) entlehnt, die gegenüber dem westlichen Zugangsvestibül der Station vom Newski-Prospekt abzweigt. Da diese Straße jedoch 1936 nach dem frühsowjetischen Futuristendichter Wladimir Majakowski benannt wurde, wurde auch in der architektonischen Ausgestaltung des U-Bahnhofs das Leben und das Wirken des Künstlers zum Thema genommen. Insbesondere fällt in der Schalterhalle des westlichen Vestibüls eine Reliefkomposition am Stützpylon auf, die ein Bildnis Majakowskis sowie bekannte Zitate aus seinen Gedichten beinhaltet.
Die Bahnsteighalle ist eher funktionell gestaltet, wie alle anderen Stationen der Newsko-Wassileostrowskaja-Linie des ersten Bauabschnitts ist auch Majakowskaja ein Bahnhof „geschlossenen Typs“ mit automatischen Bahnsteigtüren, die den Wartebereich vom Gleisbereich trennen und sich nur für die Dauer des Zughaltes öffnen. Allerdings zeichnet sich die Halle durch eine in der Petersburger Metro einmalige Wandverkleidung aus, die in dunkelroten Kacheln nach Art von Mosaikbausteinen ausgeführt ist. In Rolltreppennähe finden sich an beiden Enden des Bahnsteigs zwei symbolische Abbildungen Majakowskis an der Wand, die aus ähnlichen Kacheln weißer und schwarzer Farbe zusammengesetzt sind.